# Supercopa del Líbano
La Supercopa del Líbano es una competición de fútbol disputada anualmente en el Líbano, que enfrenta al campeón de la Liga Líbanesa y el campeón de la Copa del Líbano.

## Palmarés
| Temporada | Campeón     | Resultado      | Finalista       |
| --------- | ----------- | -------------- | --------------- |
| 1996      | Al-Ansar    | -              |                 |
| 1997      | Al-Ansar    | -              | Al Nejmeh       |
| 1998      | Al-Ansar    | -              | Al Nejmeh       |
| 1999      | Al-Ansar    | 2-2 (3-0 pen.) | Homenmen Beirut |
| 2000      | Al Nejmeh   | -              | Shabab Al-Sahel |
| 2002      | Al Nejmeh   | 3-3 (4-2 pen.) | Al-Ansar        |
| 2004      | Al Nejmeh   | 2-0            | Al-Ahed         |
| 2008      | Al-Ahed     | 3-1            | Al-Mabarrah     |
| 2009      | Al Nejmeh   | 0-0 (7-6 pen.) | Al-Ahed         |
| 2010      | Al-Ahed     | 1-0            | Al-Ansar        |
| 2011      | Al-Ahed     | 3-1            | Safa Beirut     |
| 2012      | Al-Ansar    | 1-0            | Safa Beirut     |
| 2013      | Safa Beirut | 1-0            | Shabab Al-Sahel |
| 2014      | Al Nejmeh   | 4-1            | Salam Zgharta   |
| 2015      | Al-Ahed     | 1-0            | Trípoli SC      |
| 2016      | Al Nejmeh   | 2-0            | Safa Beirut     |
| 2017      | Al-Ahed     | 2-0            | Al-Ansar        |
| 2018      | Al-Ahed     | 1-0            | Al Nejmeh       |
| 2019      | Al-Ahed     | 2-1            | Al-Ansar        |

## Títulos por club
| Club             | Campeón | Años campeón                             |
| ---------------- | ------- | ---------------------------------------- |
| Al-Ahed Beirut   | 7       | 2008, 2010, 2011, 2015, 2017, 2018, 2019 |
| Al Nejmeh Beirut | 6       | 2000, 2002, 2004, 2009, 2014, 2016       |
| Al-Ansar Beirut  | 5       | 1996, 1997, 1998, 1999, 2012             |
| Safa Beirut      | 1       | 2013                                     |